# El Obrero (Mallorca)
|  | No s'ha de confondre amb El Obrero Balear. |

El Obrero, órgano de los que ganan el pan con el sudor de su frente, va ser una publicació setmanal obrerista que es va editar a Palma entre novembre de 1869 i octubre de 1870. El setmanari va sorgir d'un grup de persones vinculades originàriament al republicanisme federal, que impulsaren la constitució del Centre Federal de Societats Obreres de Palma, adherit a l'AIT, del qual en va ser òrgan El Obrero. Va mantenir una estreta relació amb La Federación de Barcelona.
El director va ser Francesc Tomàs Oliver, i entre els redactors hi havia Guillem Arboç, Francesc Canyelles i Joan Sánchez. Tant Tomàs com els seus companys varen optar per la branca llibertària del moviment obrer i foren seguidors del corrent bakuninista. El Obrero va ser la primera publicació obrera de les Balears. El gener de 1871 va sortir La Revolución Social, nova publicació que havia de ser la continuadora d′El Obrero, de la qual sols n'aparegueren tres números, tots ells denunciats i recollits els seus exemplars pel governador. Francesc Tomàs va ser empresonat el gener de 1871 i l'abril de 1872 fixà la seva residència a València.